# Crisi diplomàtica de Qatar de 2017
La crisi diplomàtica de Qatar de 2017 es refereix al trencament iniciat el 5 de juny de 2017 entre aquest país i diverses nacions musulmanes entre les quals es troben Aràbia Saudita, Bahrain, Egipte, Unió dels Emirats Àrabs, Líbia, Maldives i el Iemen—, que van anunciar la suspensió de relacions diplomàtiques amb Qatar, acusant al país de donar suport a diferents grups terroristes de la regió, incloent a Al-Qaeda i a l'Estat Islàmic, i interferir en la política interior dels seus països. Segons apunten alguns mitjans, l'origen de la crisi es trobaria en un atac informàtic produït al maig del mateix any contra la Qatar News Agency.

## Consell de Cooperació del Golf
Entre les nacions involucrades, Aràbia Saudita, Bahrein i la Unió dels Emirats Àrabs, formen part del Consell de Cooperació del Golf (GCC), una unió econòmica i política regional.
En maig de 2017, un presumpte atac informàtic contra mitjans de comunicació públics va donar lloc a la publicació, basada en enregistraments que recollien les paraules de l'emir de Qatar, del suposat intent d'explotació del ressentiment dels Estats Units cap a l'Iran, així com possibles vincles amb el grup palestí Hamàs. El govern de Qatar, des de Doha, va al·legar que les informacions publicades eren falses, sense afegir cap aclariment més. No obstant això, les agències de notícies de la regió van reportar els comentaris de l'emir com un fet. El 3 de juny de 2017, el compte de Twitter del ministre d'Afers Exteriors de Bahrain, Khalid bin Ahmed Al Khalifa, va ser piratejada en un ciberatac des de Qatar. Poc després, Aràbia Saudita, els EAU, Iemen, Egipte i Bahrain van anunciar el trencament de relacions diplomàtiques amb Qatar, el 5 de juny de 2017.